# Sarah Peluse
Sarah Anne Peluse est une mathématicienne américaine, spécialiste en combinatoire arithmétique (en) et théorie analytique des nombres,. Elle est connue pour ses recherches sur les généralisations du théorème de Szemerédi sur l'existence de progressions polynomiales dans les ensembles denses d'entiers,. Sarah Peluse est professeur assistant et membre du collège LSA (Literature, Science and the Arts) au département de mathématiques de l'université du Michigan.

## Formation et carrière
Après des études au Lake Forest College (en), dans l'Illinois à partir de 15 ans, Sarah Peluse poursuit, à 17 ans, à l'université de Chicago, avec Paul Sally et plus tard Maryanthe Malliaris comme mentors,. Elle est également alors membre de l'équipe d'athlétisme de l'université de Chicago. Elle obtient un baccalauréat en mathématiques en 2014.
Peluse termine son Ph. D. à l'université Stanford en 2019. Sa thèse, intitulée Bounds for sets with no non trivial polynomial progressions, est dirigée par Kannan Soundararajan. Elle est ensuite boursière postdoctorale de la National Science Foundation à l'université d'Oxford, puis instructrice de recherche Veblen à l'université de Princeton et à l'Institute for Advanced Study avant de devenir professeure associée à l'université du Michigan.

## Prix et distinctions
Encore étudiante de premier cycle, Peluse obtient le prix Alice T. Schafer 2014 de l'Association for Women in Mathematics pour ses travaux en mathématiques,.
En 2022, Peluse est lauréate du prix Dénes König décerné lors de la conférence SIAM sur les mathématiques discrètes, pour ses travaux sur les généralisations polynomiales du théorème de Szemerédi. En 2022 également, elle est  récipiendaire du Maryam Mirzakhani New Frontiers Prize, prix associé au Breakthrough Prize in Mathematics, « pour ses contributions à la combinatoire arithmétique et à la théorie analytique des nombres, en particulier en ce qui concerne les modèles polynomiaux dans les ensembles denses ».
En 2023, elle obtient le prix Salem (conjointement avec Julian Sahasrabudhe) pour ses contributions à la combinatoire additive et aux domaines connexes, y compris ses travaux sur les théorèmes de densité quantitatifs pour les configurations polynomiales dans les progressions arithmétiques, qui ont trouvé des applications dans l'analyse harmonique discrète et la théorie ergodique.